# Pteris majestica
Pteris majestica är en kantbräkenväxtart som beskrevs av Ren-Chang Ching. Pteris majestica ingår i släktet Pteris och familjen Pteridaceae. Inga underarter finns listade.